# Qasigiannguit
Qasigiannguit (em dinamarquês:  Christianshåb) é uma cidade da Gronelândia. A cidade existe desde 1734. Tem 1 015 habitantes (2024) e é a 13ª maior cidade da Gronelândia. Está situada no município Qeqertalik.

## História
Qasigiannguit foi criada em 1734 pelo comerciante dinamarquês Jacob Severin, como uma colónia norueguesa e dinamarquesa com o nome Christianshaab, em homenagem ao rei Cristiano VI da Dinamarca. 

## Geografia
Está situada junto a baía de Disko na costa oeste da Gronelândia.

## Transporte

### Aéreo
Durante o inverno, a Air Greenland opera voos de helicóptero de Qasigiannguit para Ilulissat, Qeqertarsuaq e Aasiaat.

### Marítimo
Durante o verão e o outono, quando as águas da Baía de Disko são navegáveis, o transporte e comunicação entre localidades é feito somente por mar, servido pela Disko Line. São feitas viagens através de ferry, de Qasigiannguit para Ilulissat, Aasiaat, Ikamiut, Akunnaaq e Qeqertarsuaq.

## Economia
A economia de Qasigiannguit está dominada pela pesca do camarão e do alabote.        
Uma grande parte da população laboral trabalha na administração pública e nos serviços, para além da construção civil, da indústria do peixe e marisco, assim como da pesca.                    
O turismo é igualmente uma atividade em crescimento na região, atraindo visitantes com os seus trilhos para caminhadas e as suas paisagens com bois-almiscarados, baleias, icebergues e glaciares.

## População
Em 2024 Qasigiannguit era habitada por 1 015 pessoas. A população tem decrescido de forma acentuada, 22% em relação a 1990, e 11% em relação ao ano de 2000. 

## Galeria

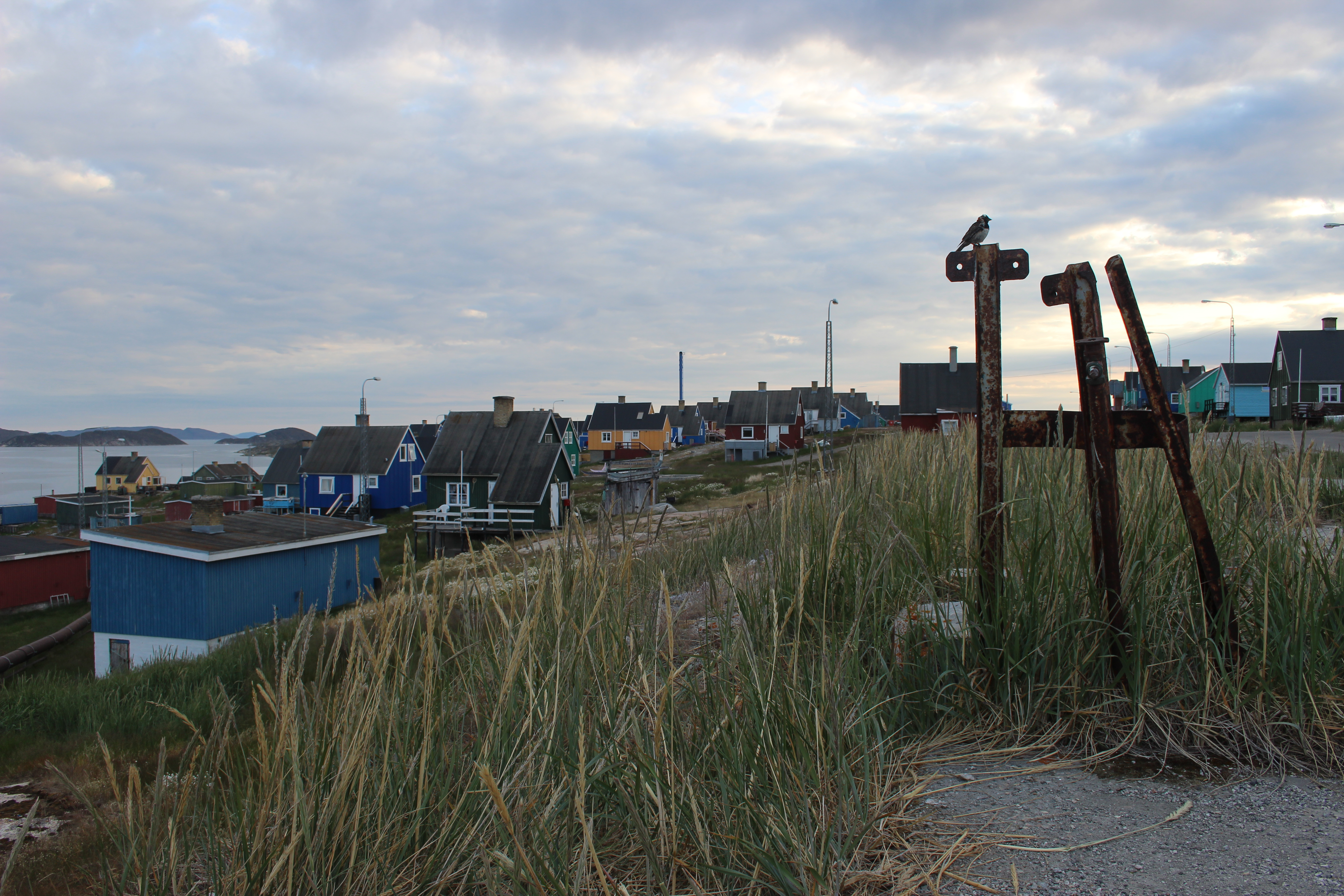
Vista da cidade
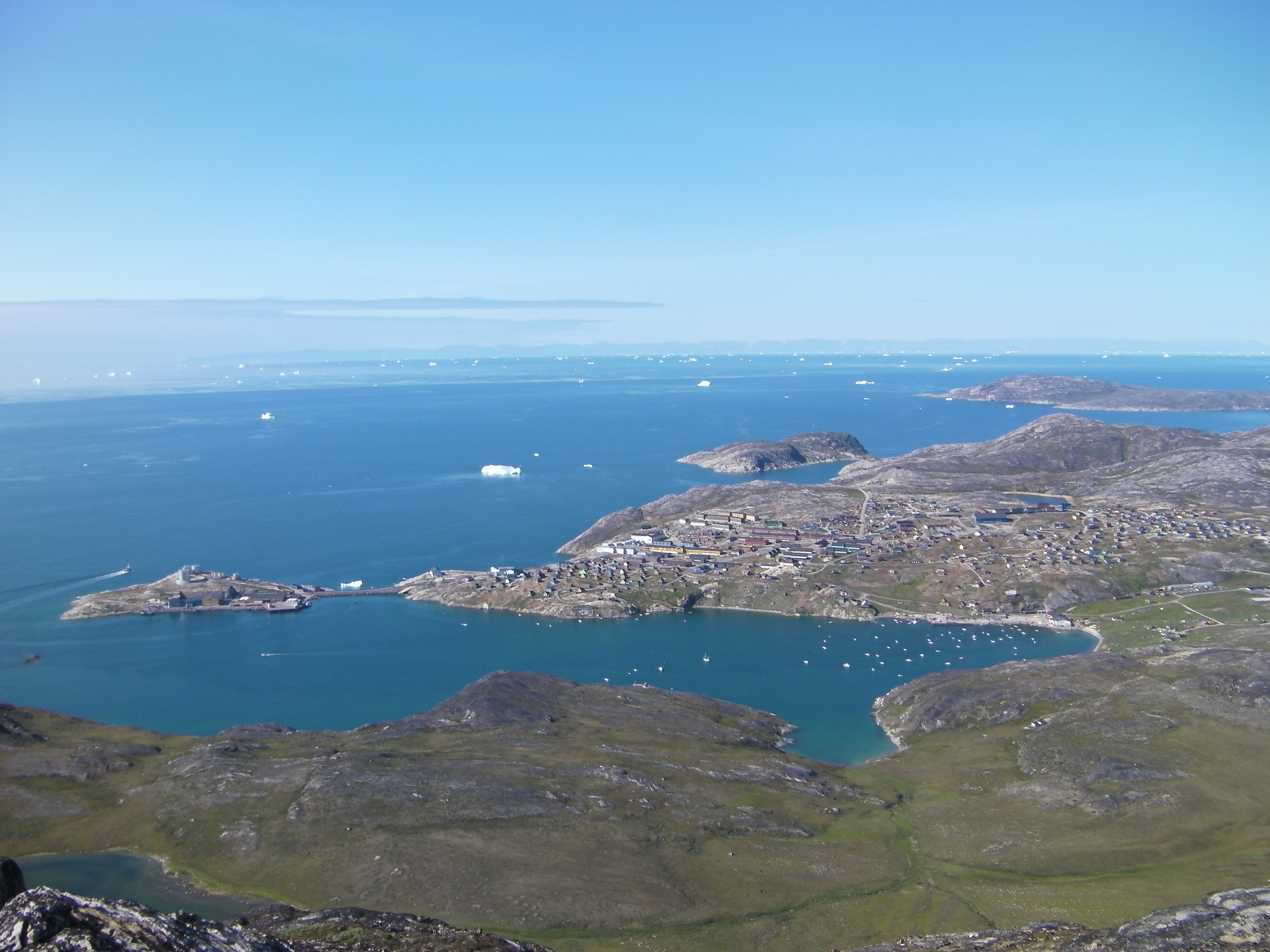
A cidade vista do sul
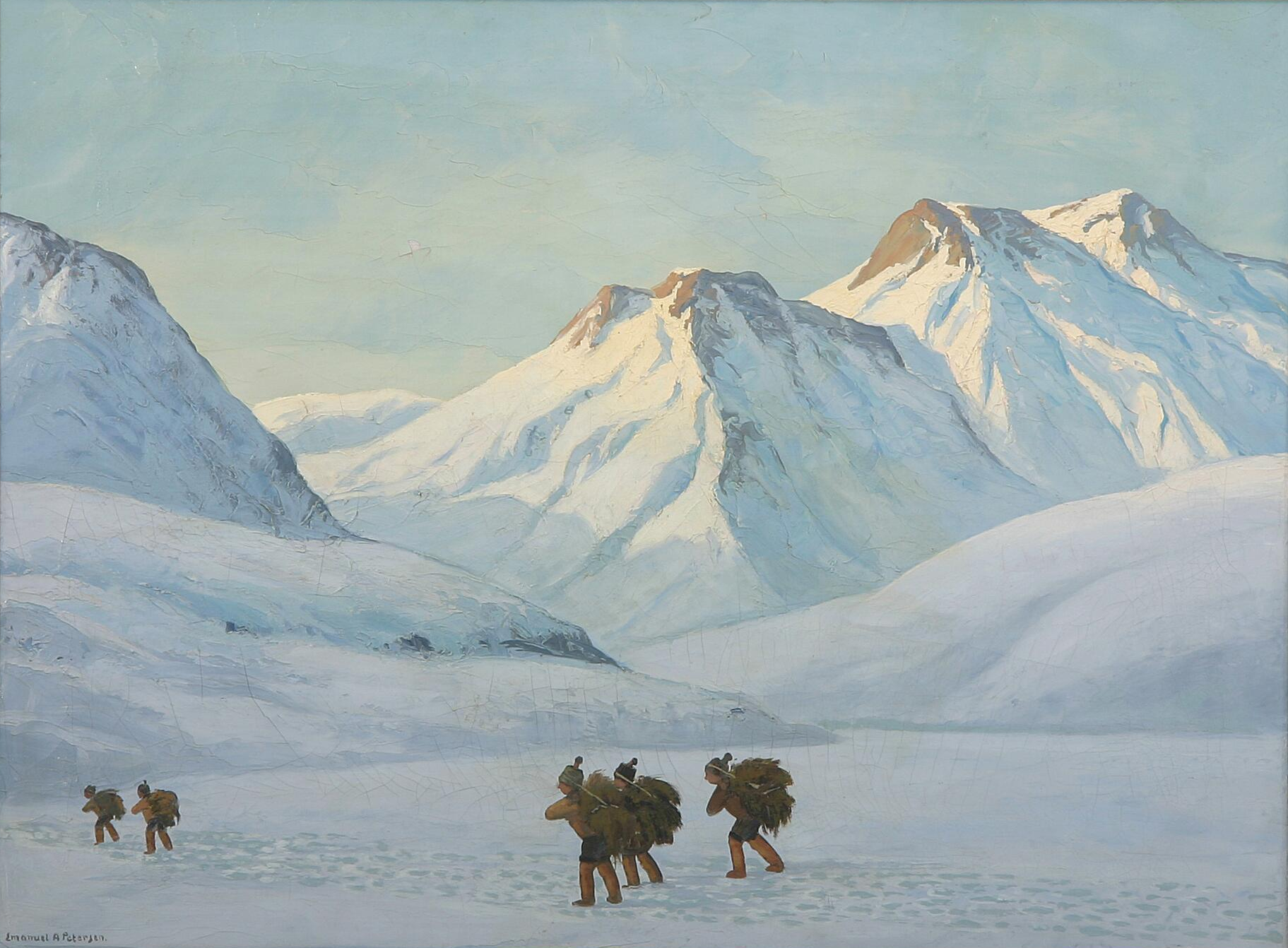
Paisagem em 1921
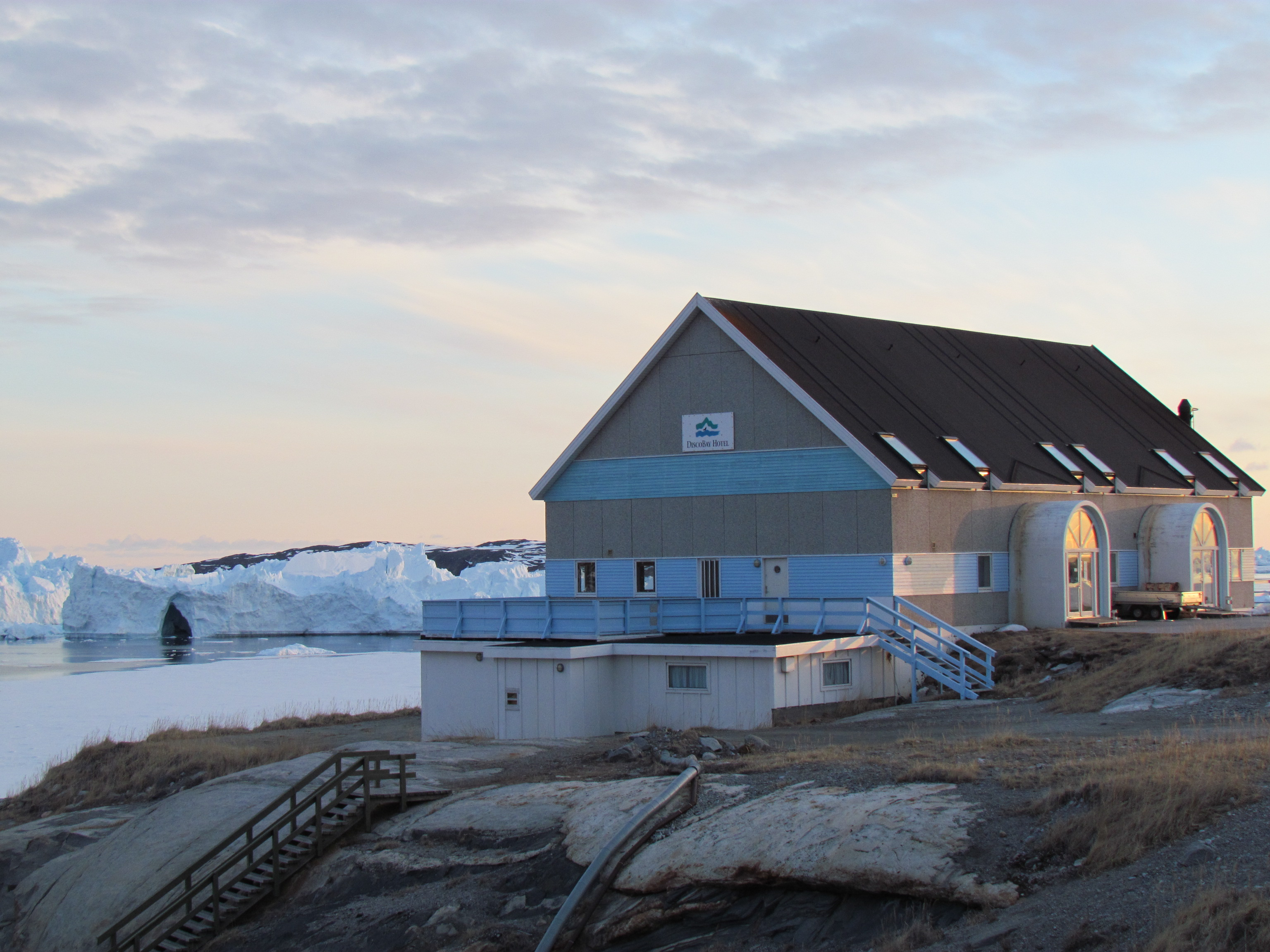
O Hotel Diskobay